# Гармонограф

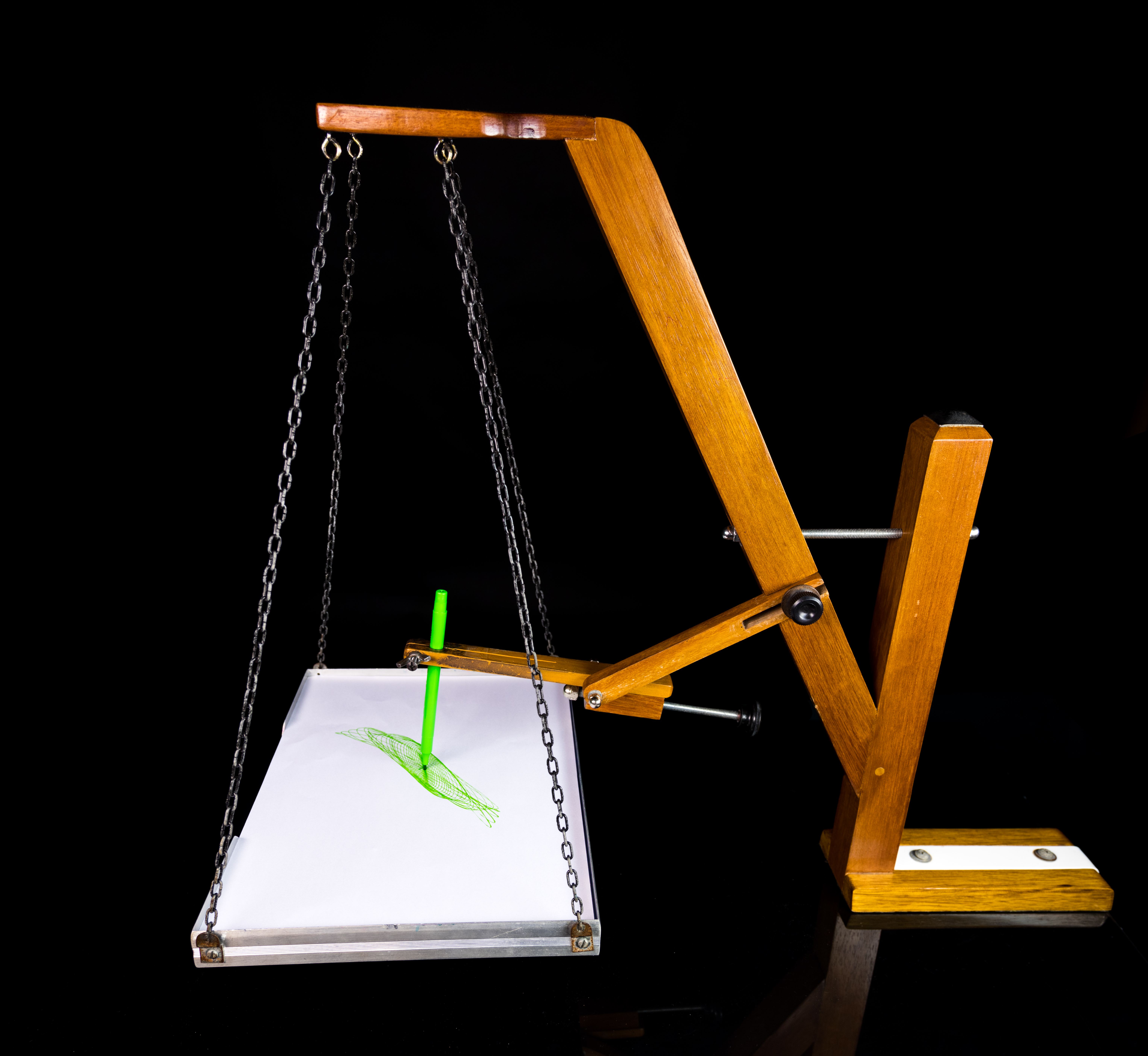

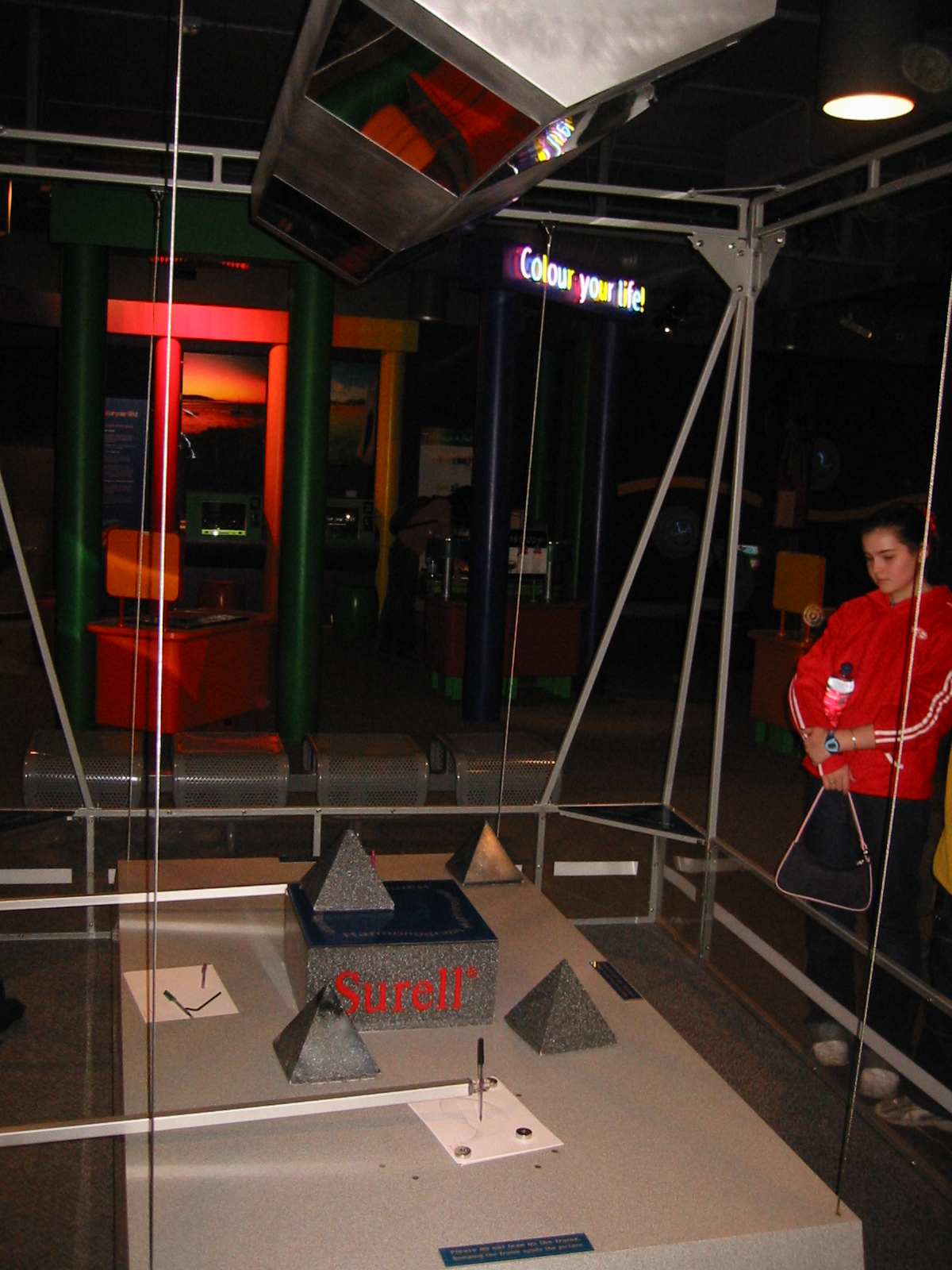

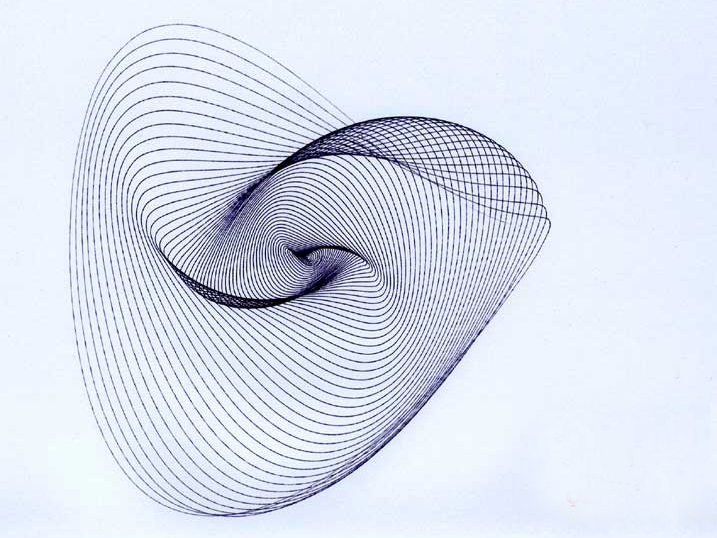

Гармонограф (англ. Harmonograph) — механічний пристрій, що використовує маятники для створення геометричних зображень. Отримані рисунки, як правило, належать до класу фігур Лісажу, або похідні від них більшої складності.
Пристрої для отримання рисунків почали з'являтися в середині 19-го століття і досягла свого піку популярності в 1890-х роках. Авторство конструкції таких пристроїв не може бути остаточно встановлене, але одним з перших дану конструкцію запропонував Г'ю Блекберн, професор математики Університету Глазго.
Простий гармонограф використовує два маятники, щоб контролювати переміщення пера відносно до поверхні рисунка. Один маятник переміщує перо назад і вперед уздовж однієї осі, інший — зміщує поверхню рисування уздовж перпендикулярної до першого осі. Змінюючи частоту і фази маятників відносно один одного, отримують різні рисунки.
Складніші гармонографи мають три або більше пов'язаних маятників.
Особливий тип гармонографа, пінтограф, заснований на відносному русі двох обертових дисків.